# Paul-Jean Franceschini
Pour les articles homonymes, voir Franceschini.
Paul-Jean Franceschini, né le 17 janvier 1933 à Paris et mort le 9 juillet 2016 dans la même ville, est un écrivain français, principalement traducteur et essayiste.

## Biographie
Paul-Jean Franceschini a été journaliste au Monde de 1964 à 1986 et à L'Express, responsable de la rubrique littérature. Il est l'auteur de nombreux essais historiques dont des biographies croisées de couples célèbres et un Crésus. Il a également tenu le rôle du libraire qui aide l'enquêtrice dans le film Le Stade de Wimbledon (2002) de Mathieu Amalric.
Il meurt le 9 juillet 2016,.

## Ouvrages
Essais
- 1996 :  André Malraux en collaboration avec Robert Payne, éditions Buchet Chastel,  (ISBN 978-2702016718)
- 1999 : John F. Kennedy et Marilyn Monroe, éditions Acropole,  (ISBN 978-2735701810)
- 1999 : Poison et Volupté - Les Dames du Palatin en collaboration avec Pierre Lunel, éditions Pygmalion,  (ISBN 978-2857045984)
- 2000 : Antoine, Cléopâtre - les amants du Nil, éditions Acropole,  (ISBN 978-2735701896)
- 2002 : Caligula en collaboration avec Pierre Lunel, éditions Anne Carrière,  (ISBN 978-2843371851)
- 2004 : Crésus, éditions Plon,  (ISBN 978-2259198356)
- 2008 : Isis, la dame du Nil en collaboration avec Laurent Bricault, éditions Larousse,  (ISBN 978-2035836724)
- 2010 : Faust, le vertige de la science en collaboration avec Jacques Le Rider, éditions Larousse,  (ISBN 978-2035846181)

Traductions
- 1974 : D'Annunzio - Mussolini. Correspondance, éditions Buchet-Chastel